# Edgar Emerson
Edgar Isidor Emerson (nacido Eisenstaedt, Chicago, Illinois, 30 de diciembre de 1907 - c. 1970) fue un químico estadounidense reconocido por sus contribuciones en el campo de la química orgánica durante la primera mitad del siglo XX. Su trabajo se centró principalmente en las reacciones de condensación de la 4-aminoantipirina con diversas aminas y aldehídos aromáticos, lo que llevó al desarrollo de compuestos con potenciales aplicaciones en la síntesis de colorantes y otros materiales funcionales. Se destacó también por su trabajo en la enseñanza de la química y su activismo en la conservación del suelo y el control de inundaciones en Boulder, Colorado.

## Biografía
Edgar Isidor Emerson (nacido Eisenstaedt), hijo del dentista Dr. Moses Solomon Eisenstaedt y Blanche J. Benjamin, nació en Chicago, Illinois, el 30 de diciembre de 1907. Cursó su educación secundaria en Elm Place Grammar School (Highland Park) y posteriormente asistió a la escuela Deerfield-Shields, donde tuvo una participación destacada en actividades académicas, deportivas y extracurriculares. Fue miembro del equipo de pista y campo, tenis y fútbol, participó en el Senior Garrick Club (grupo de teatro), el Club de Ciencias (del cual fue presidente en su último año), el Club de Fotografía, el Club de Radio, el Club Literario y la Asociación de Prensa del Estado de Illinois. También actuó en la obra teatral "The Clod" interpretando el papel de Thad.  
Tras completar su educación secundaria, Emerson ingresó a Swarthmore College, donde se destacó en química y fue presidente del Club de Química. Posteriormente, obtuvo su Ph.D. en química en 1938 en la Universidad de Chicago, donde realizó su tesis sobre la condensación de la 4-aminoantipirina con aminas aromáticas en presencia de agentes oxidantes, trabajo que lo llevó a recibir la beca Julius Stieglitz Fellowship de la Chemical Foundation. Durante su doctorado, tuvo el privilegio de trabajar con el Profesor Julius Stieglitz. También el Dr. R. W. Johnson y el Profesor Morris Selig Kharasch contribuyeron en el trabajo de investigación. Emerson también recibió sugerencias de su amigo el Dr. John Cryer.
En 1939, Emerson se casó con Eileen Stewart Harris (1910-1990), con quien tuvo cuatro hijos: Robert (c. 1937), Marilyn Ann (1940-2020), Susanne Eileen (1943) y Richard Benjamin (1945). Ese mismo año, se establecieron en Hartford, Connecticut, donde trabajó como profesor de química durante diez años.  
En 1949, la familia se mudó a Boulder, Colorado, donde Emerson diversificó su carrera al dedicarse a la crianza de ganado registrado. Además, fue presidente del Boulder Valley Soil Conservation District y lideró una campaña para establecer el Boulder Mountain Valley Flood Control Conservancy District. Aunque su propuesta para el control de inundaciones no fue aprobada, sus ideas influyeron en debates posteriores sobre regulación del uso del suelo en Boulder.

## Carrera científica
Entre 1939 y 1949, Emerson enseñó química en Hartford, Connecticut. En 1944, publicó el artículo A New Spiral Form of the Periodic Table en el Journal of Chemical Education, donde propuso una disposición en espiral de la Tabla periódica de los elementos para reflejar mejor la periodicidad química y la estructura electrónica de los elementos.

## Conservación del suelo y control de inundaciones
En 1949, Emerson se mudó con su familia a Boulder, Colorado, donde crio ganado registrado. Se convirtió en presidente del Boulder Valley Soil Conservation District y lideró una campaña para establecer el Boulder Mountain Valley Flood Control Conservancy District. Dio discursos, preparó folletos, tomó fotos y escribió artículos sobre inundaciones pasadas en la región. En 1956, persuadió al Ayuntamiento de Boulder para que solicitara financiamiento federal bajo la Public Law 566 (Ley de Protección de Cuencas y Prevención de Inundaciones), pero la propuesta fue rechazada tras tres años de litigios.
A pesar del fracaso de su iniciativa, sus ideas influyeron en ingenieros y funcionarios en la década de 1960, contribuyendo al debate sobre el control de inundaciones en la región.

## Publicaciones
- Eisenstaedt, E. I. & Beegle, L. C. (1938). The condensation of aminoantipyrine with aromatic amines in the presence of oxidizing agents. The Journal of Organic Chemistry, 3(2), 153-165. DOI: [10.1021/jo01219a008](https://doi.org/10.1021/jo01219a008)
- Emerson, E. I. (1943). The condensation of aminoantipyrine. II. A new color test for phenolic compounds. The Journal of Organic Chemistry, 8(5), 417–428. DOI: [10.1021/jo01193a004](https://doi.org/10.1021/jo01193a004)
- Emerson, E. I. & Beegle, L. C. (1943). The condensation of aminoantipyrine. III. (1). The synthesis of methylrubazoic acid. The Journal of Organic Chemistry, 8(5), 429-432. DOI: [10.1021/jo01193a005](https://doi.org/10.1021/jo01193a005)
- Emerson, E. I. & Beegle, L. C. (1943). The condensation of aminoantipyrine. IV (1). A study of a new color reaction of pyrazolons. The Journal of Organic Chemistry, 8(5), 433-437. DOI: [10.1021/jo01193a006](https://doi.org/10.1021/jo01193a006)
- Emerson, E., Kelly, K., Beacham, H. & Beegle, L. (1944). The condensation of aminoantipyrine V. A comparison of aminoantipyrine with p-aminodimethylaniline, p-phenylenediamine, and p-aminophenol. The Journal of Organic Chemistry, 9(3), 226–234. DOI: [10.1021/jo01185a004](https://doi.org/10.1021/jo01185a004)
- Emerson, E. I. & Kelly, K. (1948). The condensation of aminoantipyrine. VI. A study of the effect of excess base on the reaction of amino-antipyrine with phenolic compounds in the presence of oxidizing agents. The Journal of Organic Chemistry, 13(4), 532-534. DOI: [10.1021/jo01162a008](https://doi.org/10.1021/jo01162a008)
- Emerson, E. I. & Sagal, J. (1948). The condensation of aminoantipyrine. VII. Hydrolysis in the presence of nitrous acid. The Journal of Organic Chemistry, 13(4), 535-537. DOI: [10.1021/jo01162a009](https://doi.org/10.1021/jo01162a009)
- Emerson, E. I. (1966). On the integer solution of the equation 5x^2 ± 6x + 1 = y^2 and some related observations. The Fibonacci Quarterly, 4(1), 63–69.
- Emerson, E. I. (1969). Recurrent sequences in the equation DQ^2 = R^2 + N. The Fibonacci Quarterly, 7(3), 231-242.